# Reificare (eroare logică)
Reificarea este faptul de a transforma ceva ce este dinamic, procesual (ființe, relații, deveniri etc.) într-un lucru, un obiect, în ceva static de ordinul simplei reprezentări mentale; a obiectualiza.
În filozofie reificarea desemnează eroarea facilă de judecată constând în transformarea prin simplificare abuzivă a unui raport de existență în unul de esență, a unor relații fluide în raporturi schematice, pentru a le putea instrumentaliza conceptual (de pildă, social, oamenii văzuți ca indivizi abstracți, numere, exemplare umane per capita, iar relațiile sociale, ca raporturi de legitate socială și statistică). Reificarea, reducerea la obiectualizare și schematic falsifică perspectiva logică și procesul gândirii.
În logică, reificarea (cunoscută și ca materializare, concretism) este o eroare de ambiguitate. Ea este comisă atunci când o abstracție (o credință abstractă sau o construcție ipotetică) este tratată ca și cum ar reprezenta ceva concret, un fenomen sau entitate fizică. Cu alte cuvinte, este eroarea de a trata ca "un lucru real" ceva ce nu e real. Când persoanele descriu evenimente non-biologice (precum un vulcan) sau o instituție socială (exp. guvern) ca fiind vii, de fapt comit eroarea logică a reificării.
Reificările sunt în general acceptate în literatură și alte forme de discurs când abstracțiile reificate sunt cu intenție metaforică, precum în exemplul "Justiția este oarbă", dar devine o eroare logică dacă este folosit într-un argument care descrie o stare de fapt. De exemplu: "Justiția este oarbă; orbul nu poate să citească legile tipărite; prin urmare, a tipări legi nu folosește justiției." În retorică adesea este destul de dificil să se determine dacă reificarea a fost folosită corect sau incorect.
Antropomorfizările ilogice (în literatură cunoscute ca personificări) sunt un subset specific de erori logice ale reficării, în care conceptele teoretice, nu numai că sunt considerate ca fiind vii, ba chiar cu trăsături umane și inteligente.

## Etimologie
Din latinul res (lucru) + facere (a face), reificarea se poate traduce literal ca lucrufacere; transformarea unui concept abstract într-un lucru concret sau obiect.

## Teorie
Reificarea se comite des când procese naturale sau sociale sunt prost înțelese și/sau simplificate; de exemplu când creații umane sunt descrise ca "fapte ale naturii, rezultate ale legilor cosmice sau manifestări ale voinței divine". Reificarea se comite și atunci când unui cuvânt uzual i se dă o întrebuințare invalidă.
Un cerc al reificării se referă la faptul că o normă socială, inițial văzută ca artificială și forțată, în timp devine atât de acceptată încât până și creatorul ei începe să creadă că ar fi o lege naturală.
Reificarea ilogică este des folosită în dispute despre concepte privind astrologia sau religia.
Unii experți sugerează că reificarea există potențial în toate categorisirile lingvistice și în denumirea obiectelor, deoarece recunoașterea aceluiași obiect în diferite contexte spațio-temporale necesită abstracția de timp, schimbare, interacțiune și relații referitoare la acel obiect.  Chiar și Heraclit a făcut observația "a fost imposibil să calc de două ori în același râu", ceea ce înseamnă că identificarea râului implică atribuirea unei constanțe (neschimbări) care în realitatea fizică nu există.

## Reificare vs. materializare
Câteodată se trasează o distincție între reificare și materializare în funcție de abstracțiile implicate. În reificare de obicei sunt concepte filozofice sau ideologice, ca de exemplu existență, bine, dreptate.

## Reificarea în literatură
Reificările aplicate în metafore sau personificări literare, nu sunt ilogice, ci importante și folositoare unelte ale limbajului în literatură. Distincția între considerarea abstracțiilor ca existente material în retorică și folosirea lor în argumente care duc la o concluzie falsă, este adesea dificil de detectat, sau chiar de descris, în special când uzanța ilogică este intențională.

## Exemple
Reificarea "nimicului" se regăsește în următoarea glumă: Un om întră într-un bar. Barmanul îl întreabă ce dorește. "Nimic" spune omul nostru. "Și atunci de ce ai venit aici pentru nimic?" "Pentru că nimic e mai bun decât un martini sec."
Referitor la stat ca ființă vie: "Acest produs este cunoscut statului francez că ar cauza cancer."
Asumpția că guvernul este o ființă cu dorințe: "Guvernul vrea să te ajute" sau "Guvernul vrea să-ți spună ce să faci."
Asumpția că universul are voință: "Universul nu va permite ca umanitatea să dispară accidental."
Asumpția că religia are un scop: "Religia încearcă să ne distrugă libertățile și de aceea este imorală."
Asumpția că binele și răul au motivele lor: "Binele și răul sunt forțe care guvernează universul."
Recunoașterea legală a corporațiilor ca "indivizi" poate duce la asumpții ilogice. În realitate sunt doar organizații de capital și de lucru, dar li se atribuie statutul de „persoane” juridice care le dă drepturi și obligații ca de exemplu dreptul de a deține proprietăți sau de a putea fi acționate în instanță. Este ilogic să li se dea alte calități personale pe baza acestui statut, de exemplu: "X este o firmă bună la suflet."
Ayn Rand a susținut că Heidegger a comis această eroare logică atunci când a folosit termenul "nimic" ca și cum ar fi ceva anume. Rand a folosit asta ca exemplu pentru ceea ce ea a numit "reificarea lui zero".

## Erori logice similare
Antropomorfizarea ilogică este un caz particular de reificare și constă în descrirea obiectelor naturale nevii într-o manieră în care li se atribuie sentimente umane, gânduri sau senzații. De reținut că toate antropomorfizările ilogice sunt reificări, în schimb nu toate reificările sunt antropomorfizări ilogice.
Eroare logică a reficării nu trebuie confundată cu alte erori logice de ambiguitate:
- accentul, unde ambiguitatea reiese din emfaza pusă pe un anumit cuvânt sau frază
- amfibolia, unde ambiguitatea rezultă din structura gramaticală a unei propoziții sau fraze.
- compoziția ilogică, când cineva face asumpția că întregul are o proprietate doar pentru faptul că diferite componente au acea proprietate.
- diviziunea ilogică, unde cineva face asumpția că diferite părți ale întregului au o proprietate doar pentru că întregul are acea proprietate.
- echivocare, folosirea incorectă a cuvintelor care au mai multe înțelesuri.